# Borough Park (Brooklyn)
Borough Park (también deletreado Boro Park) es un barrio en la parte suroeste del distrito de Brooklyn, en Nueva York (Estados Unidos). El vecindario limita con Bensonhurst al sur, Dyker Heights al suroeste, Sunset Park al oeste, Kensington y el Cementerio de Green-Wood al noreste, Flatbush al este y Midwood al sureste.
Es económicamente diverso y alberga una de las comunidades judías ortodoxas más grandes fuera de Israel, con una de las concentraciones más grandes de judíos en los Estados Unidos y tradiciones ortodoxas que rivalizan con muchas comunidades insulares. Dado que el promedio de niños en familias ortodoxas y haredi es de 6,72, Boro Park está experimentando un fuerte crecimiento demográfico.
El vecindario es parte del distrito 12 de la comunidad de Brooklyn y su código postal principal es 11219. Es patrullado por el Recinto 66 del Departamento de Policía de la Ciudad de Nueva York. Políticamente, está representado por los Distritos 38, 39 y 44 del Consejo de la Ciudad de Nueva York.

## Historia

### Primeros desarrollos y ferrocarriles
Originalmente, el área se llamaba Blythebourne, una pequeña aldea compuesta por cabañas construidas y desarrolladas en 1887 por Electus Litchfield, y luego ampliada con más viviendas por el desarrollador William Reynolds. Fue servido por Brooklyn, Bath y Coney Island, un ferrocarril de vapor que es la línea elevada BMT West End de hoy (D tren); la línea iba desde el cementerio de Green-Wood hasta Coney Island cuando se construyó en la década de 1860. Esta línea se colocó en una estructura elevada en 1917.
El Sea Beach Railroad era otro ferrocarril de vapor. Este ferrocarril lleva el nombre del Sea Beach Palace Hotel, su terminal sur en 1879. En 1913, fue electrificado y colocado en un corte abierto; ahora sirve a la línea N.
En 1902, el senador estatal William H. Reynolds compró el terreno al noreste de Blythebourne. La nueva área se llamó entonces Borough Park. Blythebourne fue absorbido por Borough Park en la década de 1920.

### Asentamiento judío

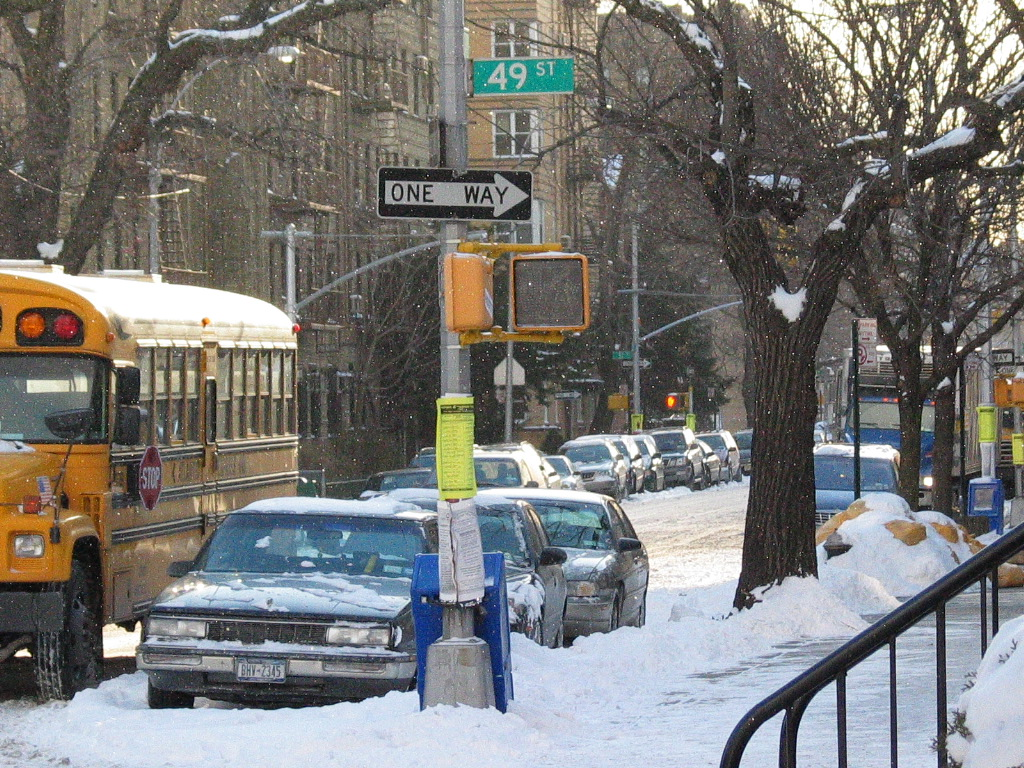
Parque municipal en invierno

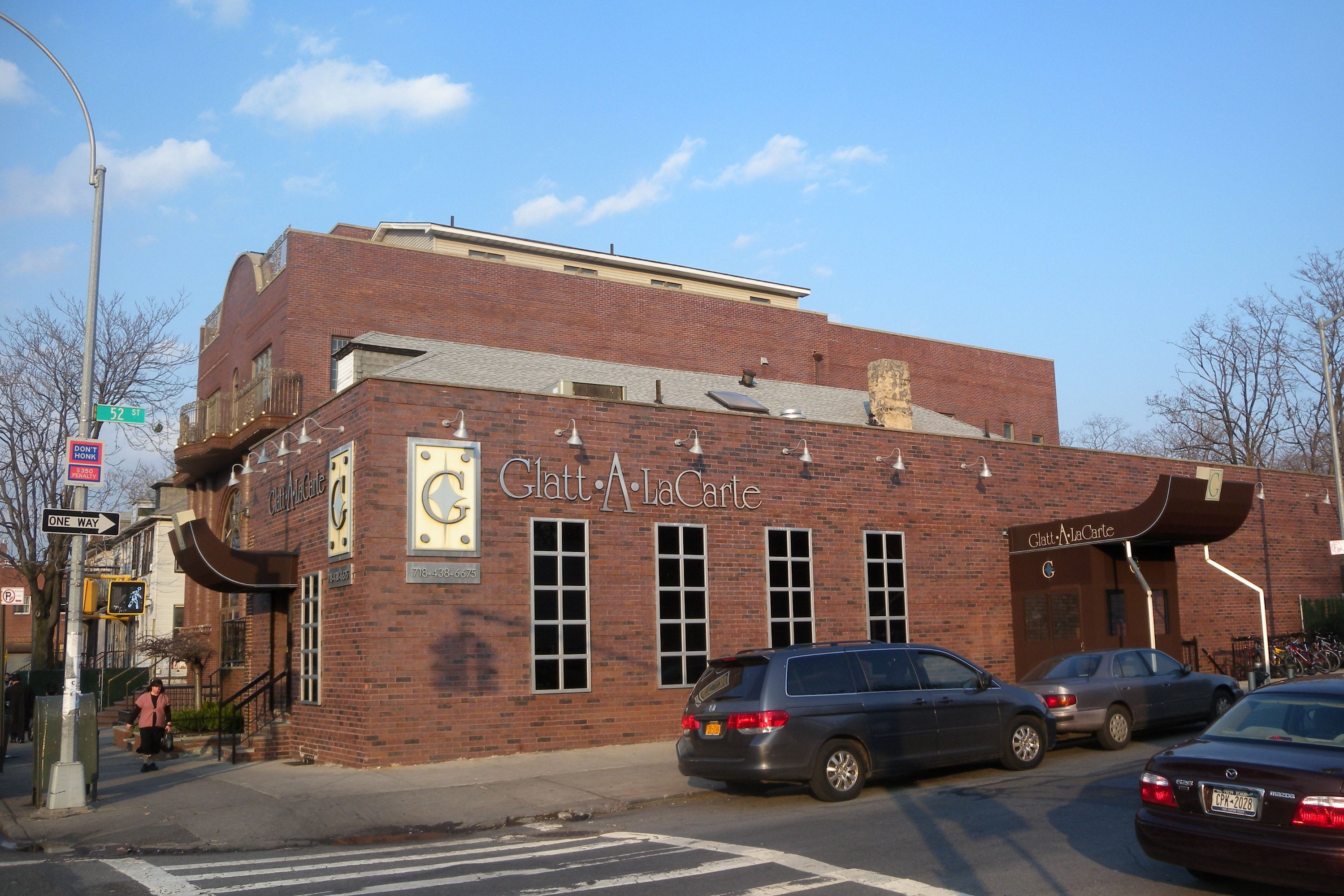
Restaurante kosher

Los inmigrantes judíos comenzaron a poblar Borough Park a principios del siglo XX, a partir de 1904-1905. En 1914, se formó una YMHA y compró un lote en la calle 58 y la avenida 14 para construir una gran instalación. Durante la década de 1930, 13th Avenue estaba repleta de vendedores ambulantes y vendedores de encurtidos. A fines de la década de 1930, la ciudad abrió un mercado público en la calle 42 para forzar el fin del comercio de carritos de mano.
A fines de la década de 1920 y principios de la de 1930, muchos judíos yemenitas emigraron tanto de Yemen como de Palestina, creando su propio pequeño enclave en Borough Park. Establecieron su propia sinagoga y la llamaron Ohel Shalom. La sinagoga se mudó de un pequeño edificio con escaparate a la Avenida 12 y la calle 44 cuando compraron una iglesia antigua.
En la década de 1980, el vecindario cambió demográficamente, de una familia de judíos ortodoxos italianos, irlandeses y modernos a judíos jasídicos. Para 1983, aproximadamente el 85 % de los residentes de Borough Park eran judíos.: 101 Se abrieron nuevas tiendas y restaurantes en 13th Avenue para servir a la creciente comunidad judía ortodoxa. En 1987, debutaron dos de las tiendas más populares: la librería Judaica de Eichler y la cafetería Kosher Castle Dairy. También se abrieron nuevas tiendas que venden productos importados y tecnología informática.: 108–109 A fines de la década de 1990, las empresas comenzaron a vender productos electrónicos y libros, música y videos judíos a clientes en el extranjero a través de Internet. El área continuó convirtiéndose en un enclave judío muy grande en ese período de tiempo.

#### Apodo de "Baby Boom Capital"
En el censo de Estados Unidos de 2000, se informó que aproximadamente 76.600 judíos vivían en Borough Park. Desde entonces, Borough Park ha crecido significativamente y el New York Post le otorgó el título de "capital del baby boom" de Nueva York debido a la alta tasa de natalidad. La población en 2011 era de 140 000. El barrio registró 4523 nacimientos en 2004, el más alto de la ciudad. El vecindario de Brooklyn más cercano en términos de crecimiento de la población fue Williamsburg, habitado por muchos miembros del movimiento Satmar Hasidim, que reportó 3839 nacimientos. La tasa de natalidad de Borough Park, 24,4 por cada 1000 habitantes, se ha traducido en un crecimiento del barrio.
Muchos de estos nacimientos ocurren en el Maimonides Medical Center, un hospital en el área de Borough Park. El Maimonides Infants & Children's Hospital of Brooklyn está totalmente acreditado como un "hospital infantil dentro de un hospital", una de las tres instalaciones de este tipo en Nueva York. Aquí, en The Stella and Joseph Payson Birthing Center, Maimonides atiende más nacimientos que cualquier otro hospital en el estado de Nueva York.
El tamaño de muchas familias jasídicas a menudo requiere casas más grandes, y esto ha impulsado proyectos de construcción y renovación en todo el vecindario. La mayoría de estos proyectos involucran dormitorios y cocinas más grandes. Un artículo de 1998 en The New York Times declaró que, "Desde 1990, el Departamento de Construcción ha emitido más permisos para proyectos de construcción privados (casas nuevas y ampliaciones) en el área de Borough Park que en cualquier otro vecindario residencial de Brooklyn". Estos proyectos de construcción recibieron ayuda con una nueva ley aprobada en 1992, que estableció Borough Park como un distrito de zonificación especial donde los residentes podían construir en el 65% de su lote, reduciendo así el tamaño de los contratiempos y los patios traseros.

### Desarrollo de negocios

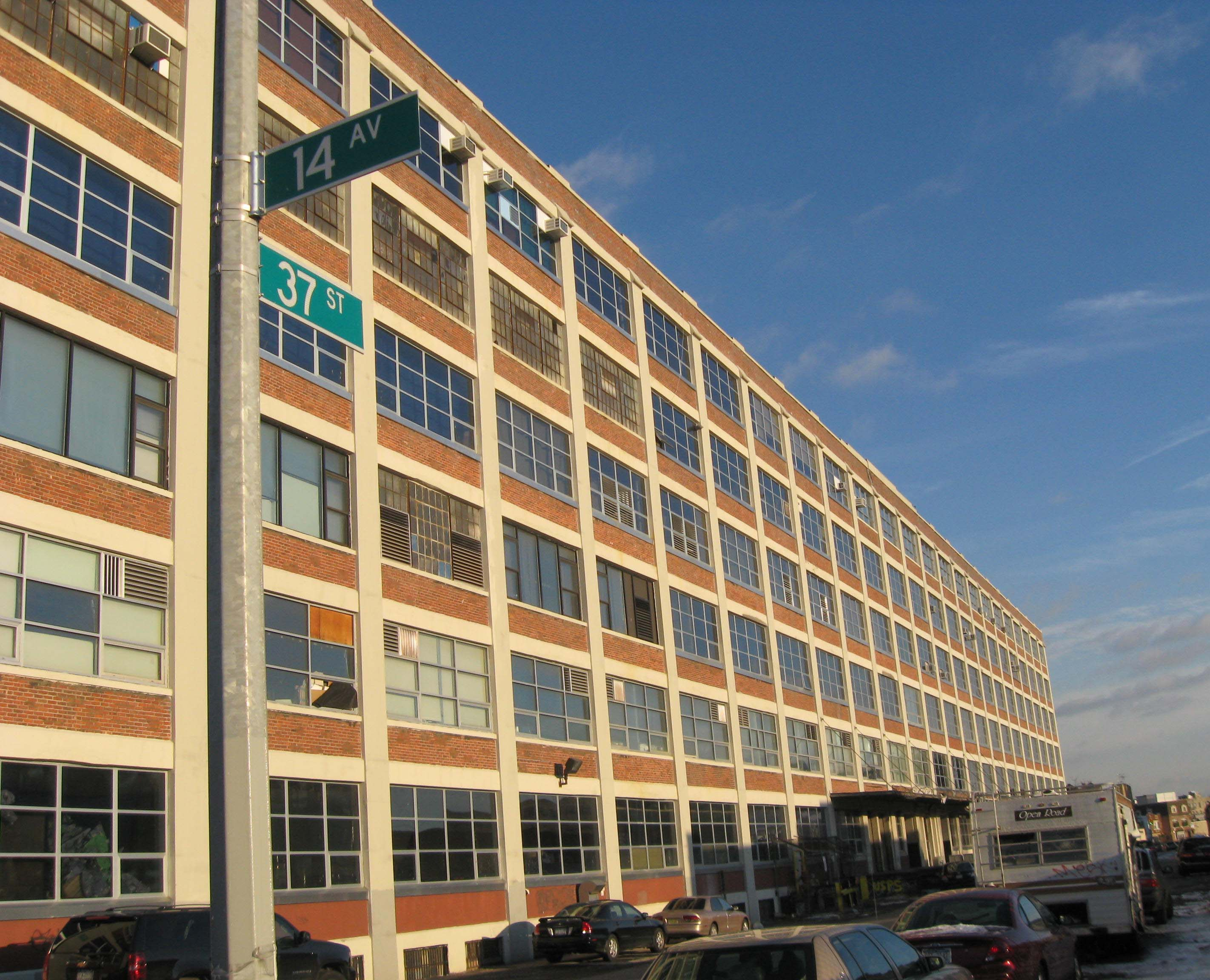
Antigua fábrica, remodelada para oficinas

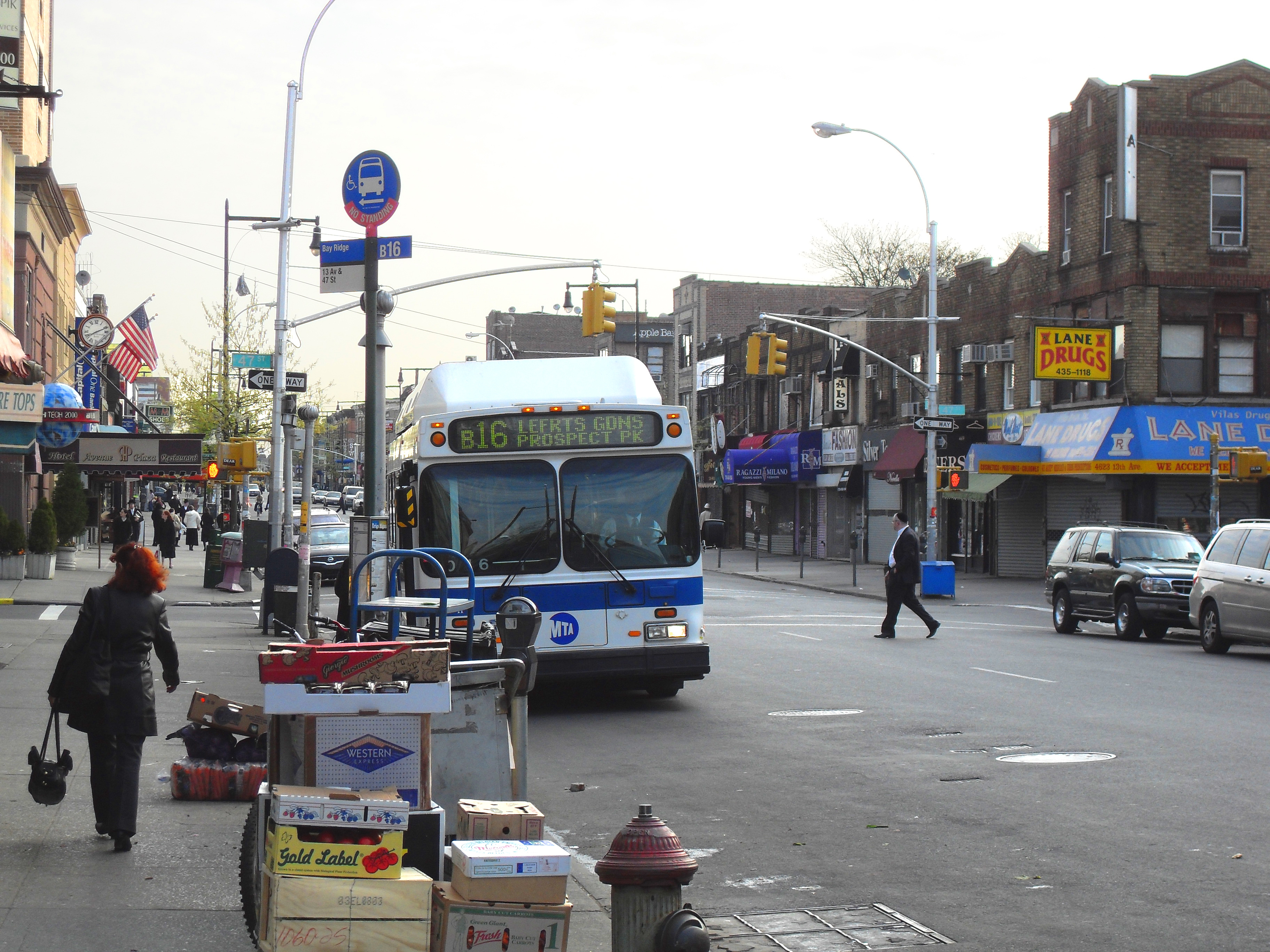
Avenida 13 en Borough Park

La Avenida 13, una franja comercial de unos 2 km de largo desde las calles 39 a la 55, cuenta con escaparates que abastecen a los hogares judíos. Muchos judíos jasídicos compran en estas tiendas, provenientes de todas partes de la ciudad, otros estados e incluso otros países para comprar artículos kosher. Las empresas se han beneficiado de la creciente población judía, la creciente densidad del vecindario y el uso del espíritu empresarial en Internet.
La comunidad recibe muchos visitantes, especialmente expatriados israelíes y turistas. El Park House Hotel entre las avenidas 12 y 13 en la calle 47, el primer hotel kosher en Borough Park, se estableció en 1987. En 1999, se inauguró un hotel kosher llamado "The Avenue Plaza Hotel" en 13th Avenue, convirtiéndose en el primer hotel nuevo en aparecer en el vecindario en más de una década. Estos hoteles, junto con muchos comerciantes del área, se adaptan específicamente a las necesidades de los turistas jasídicos visitantes.

## Demografía
Según los datos del censo de Estados Unidos de 2010, la población de Borough Park era de 106 357 habitantes, un aumento de 5302 habitantes (5,2 %) de los 101 055 contados en 2000. Con una superficie de 501 ha, el barrio tenía una densidad de población de 21 200 habitantes/km2.
La composición racial del vecindario era 77,0 % (81 910) blanca, 0,7 % (794) afroamericana, 0,1 % (60) nativa americana, 11,7 % (12 464) asiática, 0,2 % (236) de otras razas, y 0,8 % (894) de dos o más razas. Hispanos o latinos de cualquier raza eran el 9,4 % (9.991) de la población.
La totalidad del Distrito Comunitario 12, que incluye Borough Park, Kensington y Ocean Parkway, tenía 201 640 habitantes según el Perfil de Salud Comunitario de 2018 de NYC Health, con una esperanza de vida promedio de 84,2 años.: 2, 20 Esto es más alto que la expectativa de vida promedio de 81.2 para todos los vecindarios de Nueva York.: 53 (PDF p. 84)  La mayoría de los habitantes son adultos y jóvenes de mediana edad: el 34 % tiene entre 0 y 17 años, el 28 % entre 25 y 44 y el 18 % entre 45 y 64 años. La proporción de residentes en edad universitaria y de edad avanzada fue menor, del 9 % y el 10 %, respectivamente.: 2 
A partir de 2016, el ingreso familiar promedio en el Distrito Comunitario 12 fue de 45 364 dólares. En 2018, aproximadamente el 28 % de los residentes del Distrito Comunitario 12 vivían en la pobreza, en comparación con el 21 % en todo Brooklyn y el 20 % en toda Nueva York. Menos de uno de cada quince residentes (6%) estaba desempleado, en comparación con el 9% en el resto de Brooklyn y Nueva York. La carga del alquiler, o el porcentaje de residentes que tienen dificultades para pagar el alquiler, es del 64 % en el Distrito Comunitario 12, más alto que las tasas del 52 % y el 51 % en toda la ciudad y el condado, respectivamente. Según este cálculo, a 2018 el Distrito Comunitario 12 se considera de altos ingresos, en relación con el resto de la ciudad.: 7 
Según los datos del censo de 2020 del Departamento de Planificación Urbana de Nueva York, había más de 40 000 residentes blancos, y cada población hispana y asiática tenía entre 5000 y 9999 residentes. Mientras tanto, los residentes negros eran menos de 5000.

## Policía y crimen

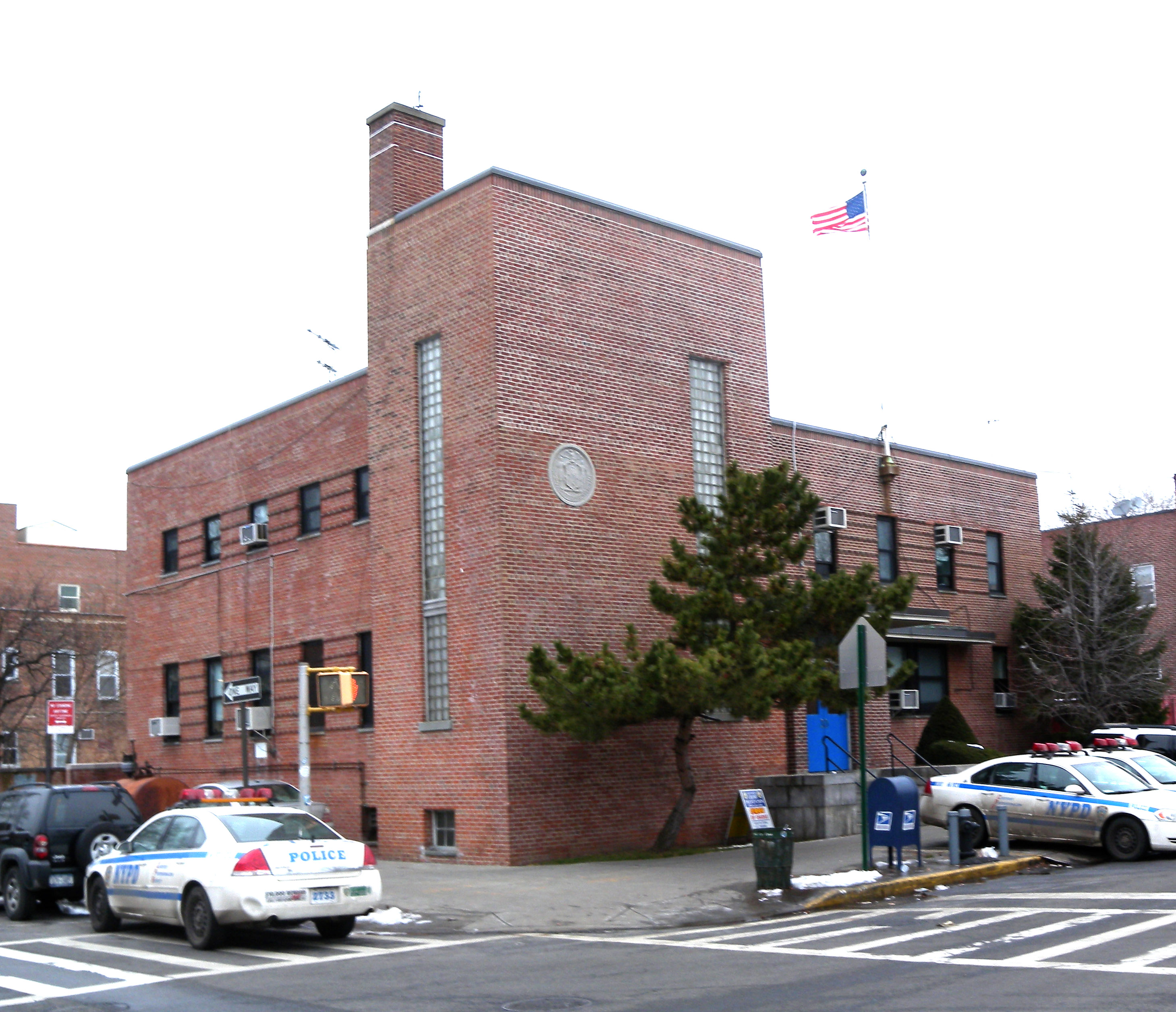
Recinto 66

El Precinto 66 del NYPD está ubicado en 5822 16th Avenue. El Precinto 66 ocupó el tercer lugar entre las 69 áreas de patrullaje más seguras para el crimen per cápita en 2010. A 2018., con una tasa de agresión no fatal de 19 por cada 100 000 personas, la tasa de crímenes violentos per cápita de Borough Park es menor que la de la ciudad en su conjunto. La tasa de encarcelamiento de 155 por cada 100 000 habitantes es inferior a la de la ciudad en su conjunto.: 8 
El Precinto 66 tiene una tasa de delincuencia más baja que en la década de 1990, y los delitos en todas las categorías han disminuido en un 87,7 % entre 1990 y 2018. El recinto informó 0 asesinatos, 20 violaciones, 101 robos, 141 agresiones por delitos graves, 186 robos con allanamiento de morada, 447 hurtos mayores y 79 hurtos mayores de automóviles en 2018.
Borough Park también tiene varias patrullas vecinales de voluntarios que en su mayoría están compuestas por miembros de la comunidad jasídica. Hatzolah es un grupo de ambulancias de voluntarios compuesto por técnicos de emergencias médicas y paramédicos. Brooklyn South Safety Patrol Shomrim es un grupo de vigilancia ciudadana autorizado por la división de asuntos comunitarios del Departamento de Policía de la Ciudad de Nueva York (NYPD). Responden a las llamadas relacionadas con la seguridad en el área y son llamados por la policía de Nueva York para ayudar en la búsqueda de personas desaparecidas. La comunidad jasídica ha podido establecer vínculos con las autoridades locales.

## Bomberos
El Departamento de Bomberos de la Ciudad de Nueva York (FDNY) opera dos estaciones de bomberos en el área. Engine Co. 282/Ladder Co. 148 está ubicado en 4210 12th Avenue. Engine Co. 247 está ubicado en 1336 60th Street.

## Salud
A 2018, los partos prematuros y los partos de madres adolescentes son menos comunes en el Distrito Comunitario 12 que en otros lugares de la ciudad. En el Distrito Comunitario 12, hubo 60 nacimientos prematuros por cada 1000 nacidos vivos (en comparación con 87 por 1000 en toda la ciudad) y 18,1 nacimientos de madres adolescentes por cada 1000 nacidos vivos (en comparación con 19,3 por 1000 en toda la ciudad).: 11  El Distrito Comunitario 12 tiene una gran población de residentes que no tienen seguro o que reciben atención médica a través de Medicaid. En 2018, se estimó que esta población era del 15 %, que es más alta que la tasa de toda la ciudad del 12 %.: 14 
La concentración de partículas finas, el tipo de contaminante del aire más mortífero, en el Distrito Comunitario 12 es de 0.0075 miligramos/m3, inferior a los promedios de toda la ciudad y del condado.: 9 El diez % de los residentes del Distrito Comunitario 12 son fumadores, que es inferior al promedio de la ciudad del 14% de los residentes que son fumadores.: 13 En el Distrito Comunitario 12, el 15 % de los residentes son obesos, el 9 % son diabéticos y el 27 % tienen presión arterial alta, en comparación con los promedios de toda la ciudad de 24 %, 11 % y 28 %, respectivamente.: 16 Además, el 17 % de los niños son obesos, en comparación con el promedio de la ciudad del 20 %.: 12 
El 92 % de los residentes comen algunas frutas y verduras todos los días, lo cual es más alto que el promedio de la ciudad del 87%. En 2018, el 78 % de los residentes describió su salud como "buena", "muy buena" o "excelente", igual al promedio de la ciudad del 78 %.: 13 Por cada supermercado en el Distrito Comunitario 12, hay 20 tiendas de conveniencia.: 10 
El Centro Médico Maimónides tiene 679 camas, una sala de emergencias completa con un centro de trauma de nivel 2, salas de maternidad y servicios psiquiátricos. Incluye un gran programa de clínicas ambulatorias y es un importante hospital universitario en el estado de Nueva York.: 19–20 

## Oficinas de correos y códigos postales
Borough Park está cubierto por los códigos postales 11204, 11218, 11219 y 11230. 11219 es el código postal principal de Borough Park. La oficina de correos de los Estados Unidos opera la estación Blythebourne en 1200 51st Street.

## Religión

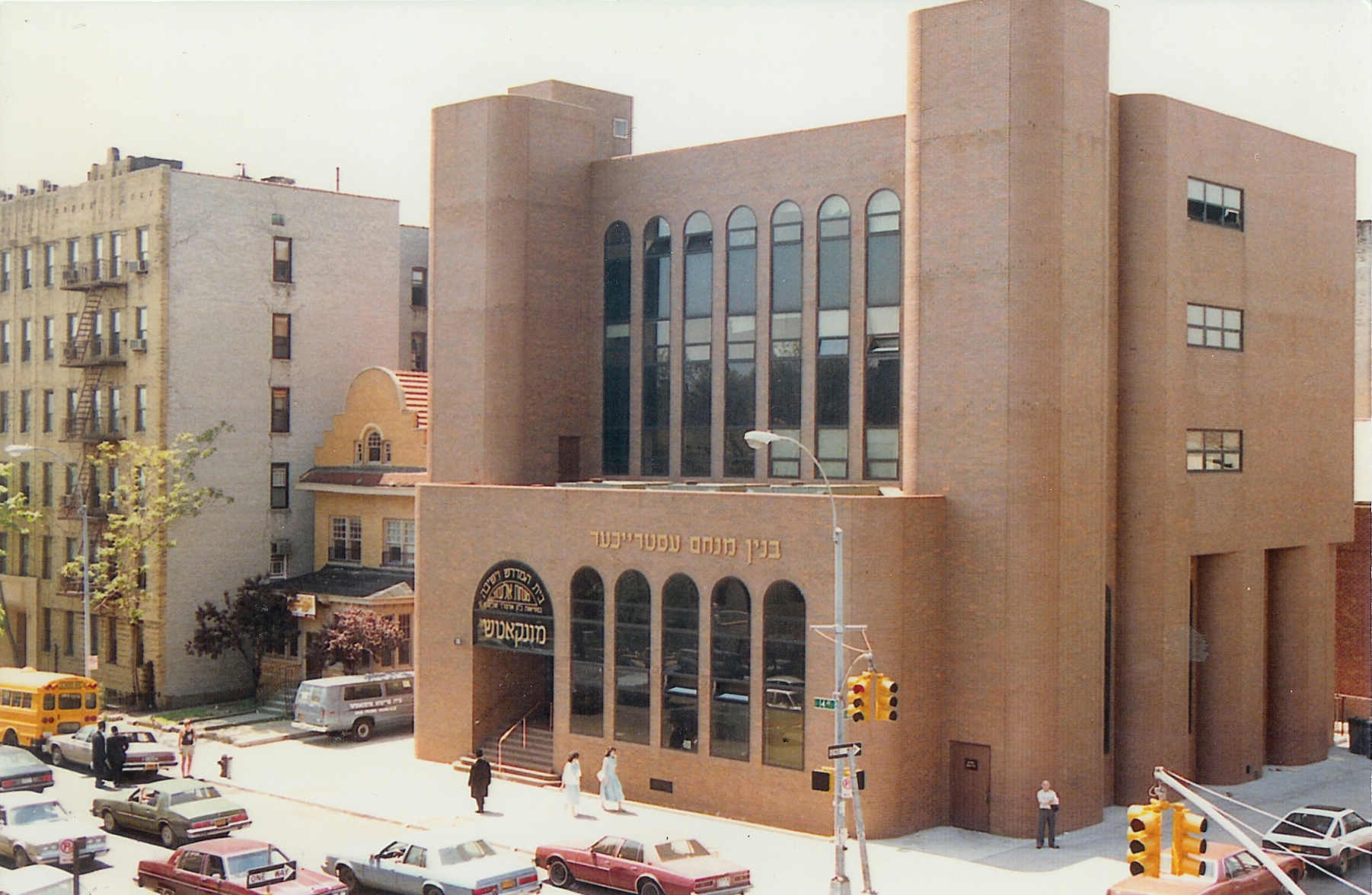
Sede mundial de Munkacs

Borough Park está habitado por muchos grupos jasídicos, de los cuales el mayor es la secta jasídica Bobov. Las comunidades Boyan, Bobov-45, Belz, Ger, Satmar, Karlin-Stolin, Vizhnitz, Munkacz, Spinka, Klausenburg, Skver y Puppa también residen aquí, entre otras. Hay una minoría de ¡lituanos haredi no jasídicos (normalmente llamados litvish o yeshivish) y sefardíes, con un número menor de ortodoxos modernos.
En Brooklyn, alrededor del 37% de los judíos se consideran ortodoxos, y Borough Park a menudo se conoce como el "corazón" o el "hogar" de la población judía ortodoxa de Nueva York. El barrio se volvió en gran parte ortodoxo desde la década de 1970, haciendo una transformación que a veces se denomina "suburbio shtetl".
Durante gran parte de la década de 1900, la población judía de Borough Park y de Brooklyn en su conjunto formaba parte de un bloque de votantes de tendencia mucho más liberal. Sin embargo, muchas de estas primeras familias judías se mudaron a los suburbios u otros lugares de la ciudad, mientras que los judíos jasídicos más conservadores (muchos de ellos sobrevivientes del Holocausto y familias inmigrantes de Europa del Este) se unieron a sus vecindarios. Como resultado, la abrumadora mayoría de la población jasídica de Borough Park y Brooklyn introdujo un estilo de vida religioso judío más tradicional. Un estudio de 2002 realizado por la Federación UJA-Nueva York reveló que solo el 2% de los judíos de Borough Park se identificaron como judíos reformistas, y casi las tres cuartas partes se identificaron como judíos ortodoxos.

### Observancias religiosas
La población judía ortodoxa se adhiere firmemente a la halajá (ley judía) y al Shulkhan Arukh (código halájico), siguiendo las leyes religiosas en su vida diaria. El sábado es el Shabat (pronunciación Ashkenazi del hebreo Shabbat, sábado judío), un día de descanso, que los miembros ortodoxos de la comunidad judía observan estrictamente. En algunas zonas, el viernes antes de la puesta del sol suena una sirena para indicar la llegada del Shabat. Cultural y religiosamente, la población judía del barrio es considerada una de las más ortodoxas del mundo, ya que "[m]uchas familias no tienen televisores ni asisten al cine. Los niños asisten a yeshivá, en lugar de escuelas públicas. Las adolescentes no salen de casa sin asegurarse de que sus rodillas y codos estén cubiertos, y tanto en las bodas como en los funerales, las mujeres y los hombres se sientan separados, para evitar el contacto físico, como lo exige la ley religiosa.” Además, las tiendas en Borough Park venden o preparan solo comida kosher hecha bajo supervisión rabínica. Hubo una gran controversia en torno a la construcción de un eruv en Borough Park, debido a las diferentes interpretaciones de la aplicación de la ley judía. Se construyó un eruv en 1999-2000 y abarca alrededor de 225 cuadras en Borough Park. Su uso sigue siendo objeto de controversia.
Los mikvahs (baños rituales judíos) están dispersos por el vecindario, ya que se considera una parte vital de la vida judía ortodoxa. Es bastante difícil de identificar, ya que no suele publicitarse explícitamente, para promover la privacidad entre sus usuarios.

### Bobov
Borough Park es la sede de la gran comunidad Bobov del judaísmo jasídico, que cuenta con varios miles de familias. Es una de las comunidades jasídicas más grandes de Brooklyn y también tiene seguidores en Canadá, Inglaterra, Bélgica e Israel.

### Satmar
Satmar es uno de los grupos jasídicos más grandes de Brooklyn. Se caracteriza por una extrema rigidez religiosa, un completo rechazo de la cultura moderna y un feroz antisionismo. Satmar patrocina un sistema educativo integral. Tiene dos grandes escuelas para niños en Borough Park: una en la calle 53, entre las avenidas 13 y 14; y el otro en 54th Street y Fort Hamilton Parkway. Su escuela de niñas más grande, Bais Ruchel, está en 14th Avenue, entre 53rd y 54th Street; el edificio sirvió como escuela pública de Nueva York hasta que fue comprado en 1979 por United Talmudical Academy, el brazo educativo de Satmar.

## Educación

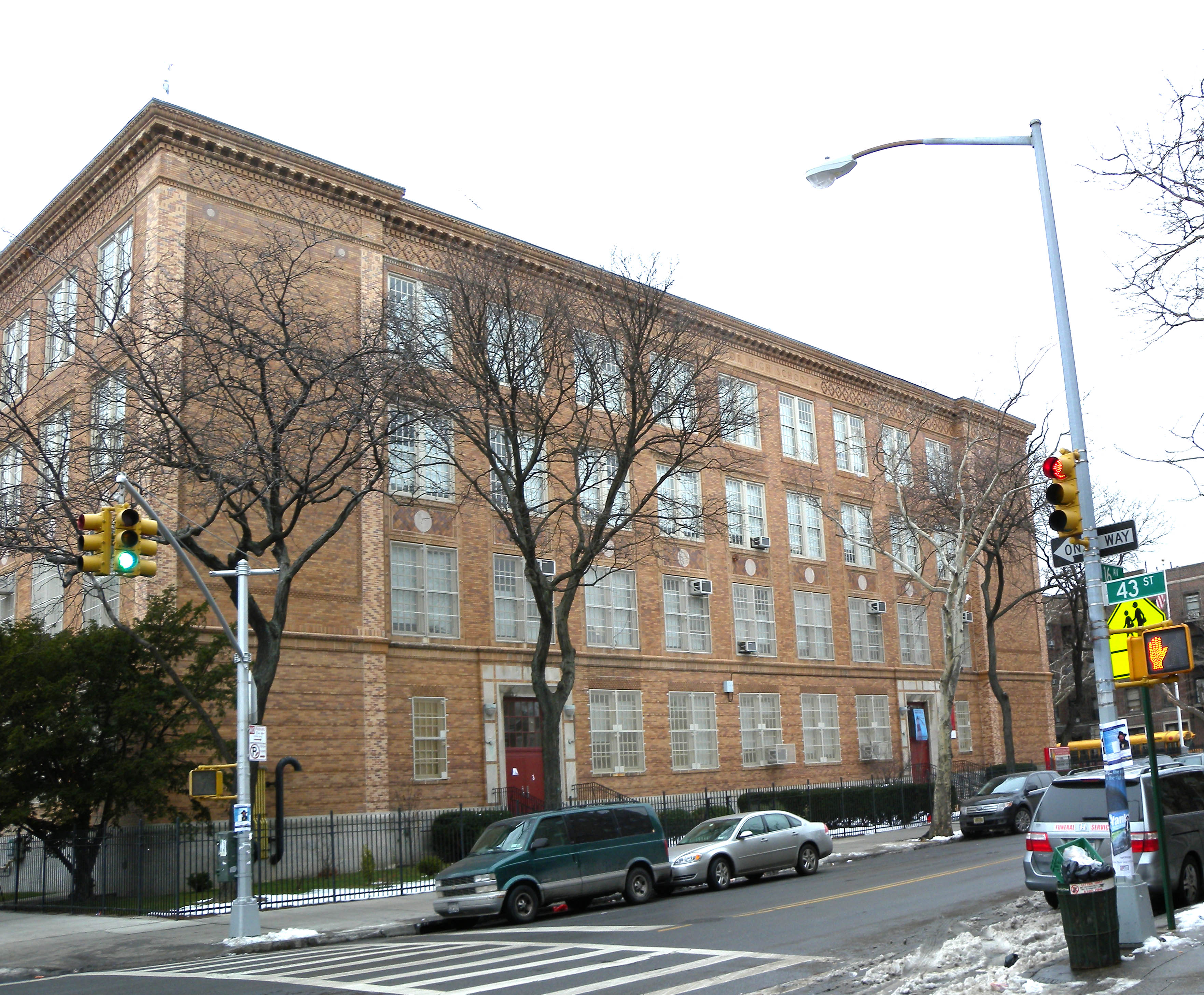
La escuela Montauk

Borough Park generalmente tiene una proporción más baja de residentes con educación universitaria que el resto de la ciudad a 2018.. Mientras que el 32 % de los residentes mayores de 25 años tiene una educación universitaria o superior, el 23 % tiene menos de una educación secundaria y el 45 % se graduó de la escuela secundaria o tiene alguna educación universitaria. Por el contrario, el 40% de los habitantes de Brooklyn y el 38% de los residentes de la ciudad tienen educación universitaria o superior.: 6 El porcentaje de estudiantes de Borough Park que sobresalen en lectura y matemáticas ha ido en aumento, con un aumento del rendimiento en lectura del 50 % en 2000 al 53 % en 2011, y un aumento del rendimiento en matemáticas del 46 % al 70 % en el mismo período de tiempo.
La tasa de ausentismo de estudiantes de escuela primaria en Borough Park es más baja que en el resto de Nueva York. En Borough Park, el 11 % de los estudiantes de primaria faltaron veinte o más días por año escolar, en comparación con el promedio de la ciudad del 20 % de los estudiantes.: 24 (PDF p. 55) : 6 Además, el 77 % de los estudiantes de secundaria en Borough Park se gradúan a tiempo, más que el promedio de la ciudad del 75 % de los estudiantes.: 6 

### Escuelas
El Departamento de Educación de la Ciudad de Nueva York opera las escuelas públicas del vecindario, que comprende el Distrito 20.  PS/IS 180 Homewood School, una escuela pública zonal K-8, recibe muchos estudiantes en autobús de otros vecindarios, incluidos Bay Ridge y Bensonhurst. Muchas escuelas primarias han tenido resultados mixtos de esta fuga de estudiantes; por ejemplo, en 2004, un reportero de The New York Times declaró que PS 164 estaba "solo al 89 % de su capacidad porque muchos niños de la comunidad asisten a yeshivá (escuelas privadas judías). Las clases son pequeñas, los pasillos son silenciosos, el director y el subdirector conocen a cada estudiante por su nombre". Posteriormente, el porcentaje de niños que leen al nivel del grado o por encima de él ha aumentado al 55% en 2004 del 40% en 1998 en una escuela que no ha cambiado.
La mayoría de los padres de Boro Park envían a sus hijos a las yeshivot.  De hecho, prácticamente toda la gran población de escolares nacidos en las familias jasídicas del barrio asisten a las yeshivá locales para niños ya escuelas tipo Bais Yaakov para niñas. Esto había disminuido la población estudiantil de las escuelas locales, como la Escuela Intermedia Montauk. El Departamento de Educación de Nueva York esperaba aprovechar el espacio vacío y construir una pequeña escuela, llamada Kingsborough Early College School, dentro de Montauk. La comunidad jasídica no estaba contenta con la perspectiva de una nueva escuela pública porque traería "un mal elemento" (un supuesto eufemismo para las niñas vestidas con poca modestia), y protestó por la decisión. El Consejo Educativo Comunitario escuchó estas quejas y decidió no expandir su sistema de escuelas públicas. En cambio, una escuela para niñas de 6 a 12 años, Urban Assembly for School for Criminal Justice, se mudó y ocupa parte del tercer piso y todo el cuarto piso del edificio con sus más de 500 niñas. Además, The Montauk School ahora atiende principalmente a estudiantes asiáticos; y casi un tercio de sus casi 1000 estudiantes son estudiantes de inglés como nuevo idioma. Juntas, las escuelas atienden a casi 1600 estudiantes, por encima de la capacidad prevista de 1422 estudiantes.

### Biblioteca
La sucursal de Borough Park de la Biblioteca Pública de Brooklyn (BPL) está ubicada en 1265 43rd Street, cerca de 13th Avenue.

## Transporte
Las rutas del MTA Bus Company B8, B9, B11, B16, B35, B67 y B69 sirven el área, así como la ruta de autobús privada B110 al barrio predominantemente judío de Williamsburg. La línea West End del metro de Nueva York, sirviendo a los trenes D, está en Calle 55 , Calle 50 y Fort Hamilton Parkway. La Línea Culver, al servicio de los trenes F y < F, corre a lo largo de McDonald Avenue, el límite este de Borough Park. La línea Sea Beach del tren N también sirve al vecindario en Fort Hamilton Parkway.
Las principales avenidas de Borough Park van de norte a sur, y sus principales distritos comerciales se encuentran en las avenidas 13, 16 y 18.

## Gente notable

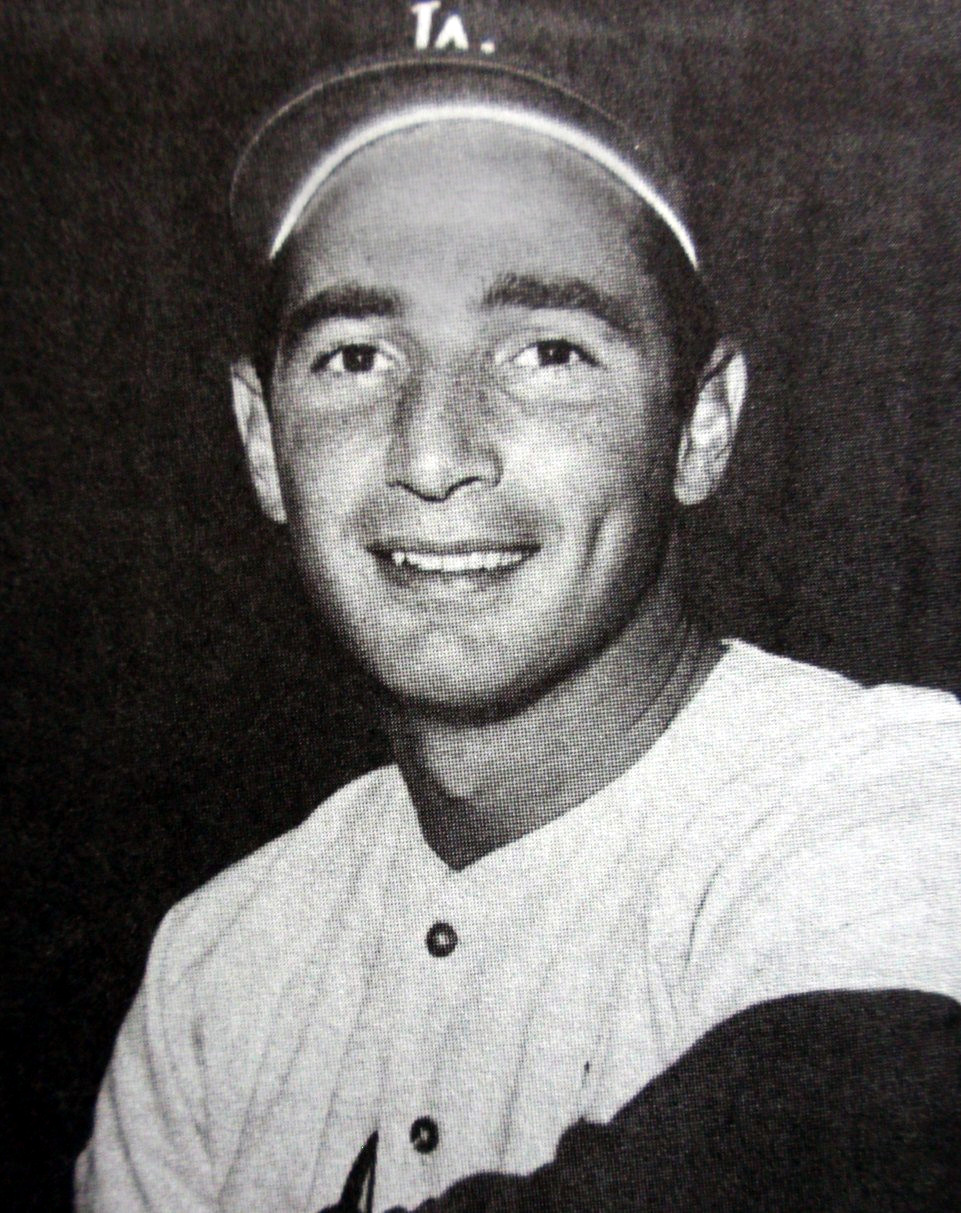
El lanzador Sandy Koufax

- Helène Aylon (1931-2020), artista ecofeminista multimedia.[55]
- Alan Dershowitz (nacido en 1938), profesor de derecho, litigante y autor[56]
- David Geffen (nacido en 1943), magnate de los negocios, productor y filántropo.[57]
- Buddy Hackett, comediante y actor
- Aharon Kotler, rabino y destacado líder del judaísmo haredí
- Sandy Koufax (nacido en 1935), lanzador de béisbol de las Grandes Ligas del Salón de la Fama.[58]
- Lou Reed, cantante, compositor, músico
- John Saxon (1936-2020), actor de cine